# 68 Virginis
68 Virginis, eller i Virginis, är en misstänkt variabel i Jungfruns stjärnbild.
Stjärnan varierar mellan visuell magnitud +5,20 och 5,28 utan någon fastställd periodicitet.